# Baile na nGall
Baile na nGall (en anglais parfois Ballydavid) est un village du Comté de Kerry situé sur la côte sud ouest de l'Irlande à la pointe de la péninsule de Dingle. Le village se trouve dans un Gaeltacht, une région où la langue irlandaise reste la langue quotidienne, juste comme dans le village voisins de Baile an Fheirtéaraigh et de An Fheothanach. La petite église Oratoire de Gallarus, un des édifices les plus connus de l'Irlande, est situé à Baile na nGall.
En irlandais son nom signifie le village des étrangers, à cause des Vikings qui établirent une colonie ici.